# Список морських курортів України
Список морських курортів України

## Крім Криму

### Чорне море
| Населений пункт           | Поблизу                                                          | Інфраструктура                                                                  | Фото                      |
| ------------------------- | ---------------------------------------------------------------- | ------------------------------------------------------------------------------- | ------------------------- |
| Грибівка / Кароліно-Бугаз | Дністровський лиман                                              | водяні гірки, бази відпочинку на пляжі, прокат водних мотоциклів                | Грибівка, Одеська область |
| Лазурне                   | острів Джарилгач, озеро Устричне                                 | 30 баз відпочинку та дитячих таборів, прокат та катання на водних скутерах тощо | Лазурне, пляж на світанку |
| Приморське                | Жебріянська бухта, лиман Сасик, Дунайський біосферний заповідник |                                                                                 | Пляж у Приморському       |
| Росєйка                   | Приморське (Татарбунарський район)                               | 50 баз відпочинку з пляжами, що лежать на морській косі                         |                           |

### Азовське море
| Населений пункт | Поблизу | Інфраструктура                                              | Фото                             |
| --------------- | --- | ----------------------------------------------------------- | -------------------------------- |
| Бердянськ       | Бердянська коса, Бердянська затока, острови Великий і Малий Дзендзик лимани й солоні озера з цілющими грязями, мінеральні джерела | Музеї, ландшафтні заказники, зоопарк                        | Мис Великий Дзендзик у 1997 році |
| Маріуполь       | Курортні селища Мелекіне, Урзуф, Ялта, Сєдове, Безіменне, Сопине                                                                  | Театри, кінотеатри, музеї, виставкові зали                  | Пляж у Маріуполі                 |
| Приморськ       | Обитічна коса, Обитічна затока, Великий лиман                                                                                     | Бази відпочинку, дитячі оздоровчі табори, наметове містечко | —                                |